# David Abram

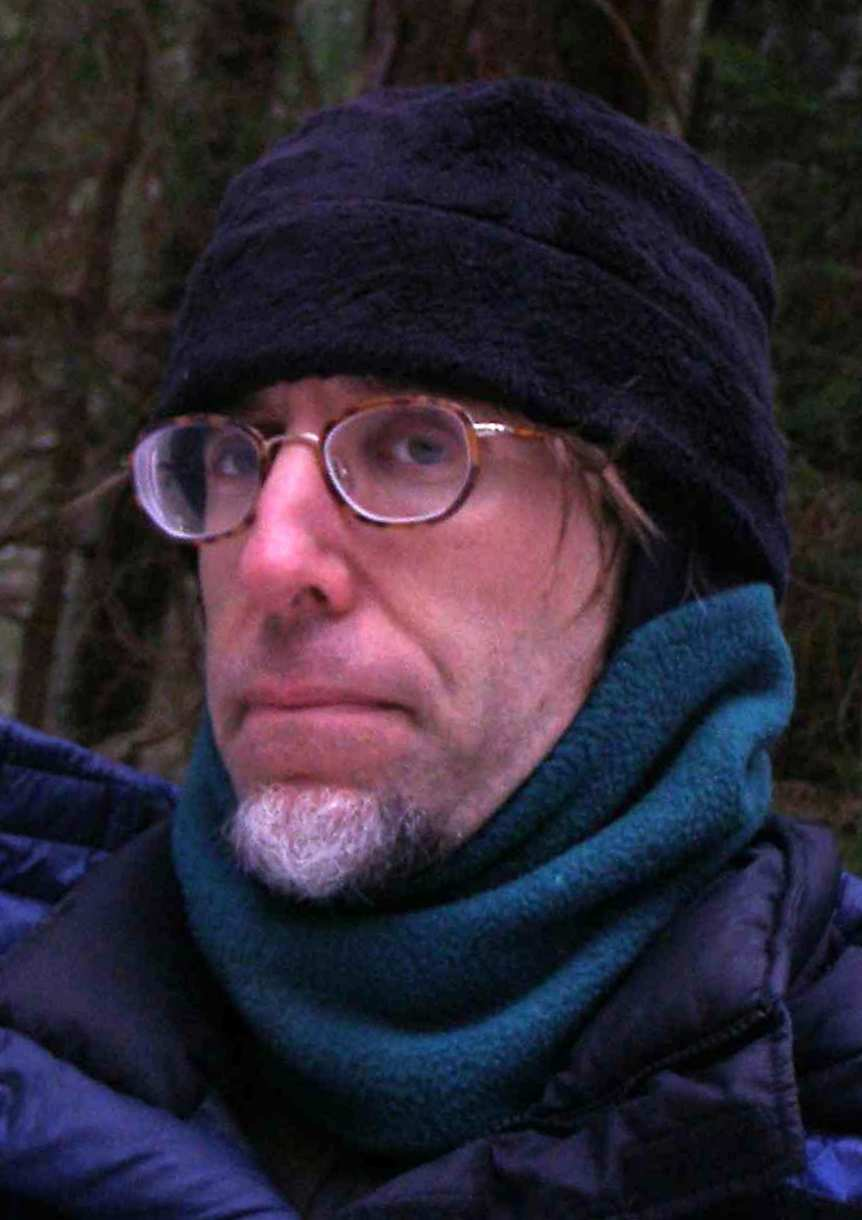
David Abram, Nationalpark Karula, Estland, 2009.

David Abram (* 24. Juni 1957 auf Long Island, New York) ist ein US-amerikanischer Kulturökologe, Philosoph und Autor. Sein Buch The Spell of the Sensuous beeinflusste die amerikanische Ökologiebewegung maßgeblich. Er ist der Gründer und Direktor der „Alliance for Wild Ethics“. Er lebt in New Mexico.

## Leben
Er wuchs in Long Island auf und studierte an der Wesleyan University. Nach seinem Studium lebte er bei Schamanen in Indonesien, Nepal und Amerika. 1993 promovierte er an der State University of New York.

## Werk
Abrams Werk beschäftigt sich mit der Phänomenologie der Wahrnehmung, den Wurzeln der ökologischen Krise, der Naturentfremdung des modernen Menschen westlich-abendländischer Prägung und der partizipatorischen Naturwahrnehmung oral-indigner Völker. Sein Werk wurde maßgeblich beeinflusst durch die Phänomenologie Maurice Merleau-Pontys sowie die Gaia-Hypothese James Lovelocks; weitere Einflüsse sind Edmund Husserl, Martin Heidegger und Ivan Illich.

## Wirkung
Sein mehrfach preisgekröntes Buch The Spell of the Sensuous prägte die Ökologiebewegung in den USA nachhaltig. Der Utne Reader führt ihn als einen der Visionäre auf, die heute die Welt verändern. Der deutsche Biologe und Philosoph Andreas Weber bezeichnete The Spell of the Sensuous in seinem Buch Alles fühlt als „Meilenstein“.

## Werke (Auswahl)

### Bücher
- The Spell of the Sensuous. Perception and Language in a More-Than-Human World. Vintage Books, New York 1996.
  - Im Bann der sinnlichen Natur. Die Kunst der Wahrnehmung und die mehr-als-menschliche Welt. thinkOya, Klein Jasedow 2012.
- Becoming Animal. An Earthly Cosmology. Pantheon 2010.

### Essays
- The Perceptual Implications of Gaia. In: The Ecologist, vol. 15, issue 3 (1985)
  - Von Gaia umfangen. In: Hagia Chora, 15 (2003)
- Earth Stories. In: Resurgence, 222 (2004)
  - Erdgeschichten. In: Oya, 15 (2012)
- Earth in Eclipse. An Essay on the Philosophy of Science and Ethics. In: Suzanne L. Cataldi & William S. Hamrick (Hrsg.): Merleau-Ponty and Environmental Philosophy. SUNY Press, Albany 2007